# Dietista
Dietista es el profesional sanitario formado en ciencias de la salud y especializado en el campo de la dietética y nutrición. A través de la dietoterapia se encarga del tratamiento nutricional de las enfermedades y trastornos como diabetes, osteoporosis, artritis, insuficiencia renal, reuma, obesidad, hipertensión, enfermedad de Crohn, nutrición artificial enteral y parenteral etc. El tratamiento dietético o dieta diaria suele acompañar a las prescripciones médicas en el tratamiento de diversas enfermedades agudas y crónicas. El dietista también ejerce como Educador Sanitario siendo esta la acción principal y de mayor importancia en las sociedades desarrolladas ante la prevención de la aparición de enfermedades agudas y crónicas.

En España sólo existen dos titulaciones oficiales para ejercer de manera legal como Dietistas[cita requerida]. Estos son:

A) Técnico Superior en Dietética.
B) Graduado o Diplomado universitario en Nutrición Humana y Dietética.

## Ejercicio de la profesión de Dietista en España
- El Técnico Superior en Dietética ha cursado estudios de Formación Profesional de Grado Superior. Dicha formación le capacita para ejercer de forma legal en España como:
- Dietista.
- Técnico en Dietética y Nutrición[3]
- Responsable de alimentación en empresas de cáterin.
- Técnico en higiene de los alimentos.
- Consultor en alimentación.
- Educador sanitario.

- El Diplomado o graduado universitario en Nutrición Humana y Dietética ha cursado estudios Universitarios de Grado o Graduado. Dicha formación le capacita para ejercer de forma legal en España como:
- Dietista
- Dietista-Nutricionista
- Liderar equipos de Dietistas en el ámbito hospitalario.
- Educador Sanitario.
- Graduado en higiene de los alimentos.

- Los conocimientos o cursos de dietética y nutrición, no otorgan de competencias legales para ejercer como dietista ni como nutricionista. Tampoco los másteres o postgrados cursados en universidades.

Cada una de las dos titulaciones profesionales posee diversos matices formativos.

## Otras referencias
1. Como elegir a un Dietista Nutricionista. https://dietistaencasa.es/dietista-nutricionista-madrid/como-elegir-a-un-dietista-nutricionista/ (enlace roto disponible en Internet Archive; véase el historial, la primera versión y la última).
2. Colegio Profesional de Dietistas-Nutricionistas de la Comunidad de Madrid http://www.codinma.es/
3. FEN. Fundación Española de la Nutrición. http://www.fen.org.es/index.php
4. Organización Mundial de la Salud (Nutrición). http://www.who.int/topics/nutrition/es/
5. Alimentación - Fundación Española del Corazón https://fundaciondelcorazon.com/nutricion.html

- Datos: Q48783401